# David Maître
David Maître (22 de febrero de 1980) es un deportista francés que compitió en natación. Ganó cinco medallas en el Campeonato Europeo de Natación en Piscina Corta entre los años 2004 y 2009.

## Palmarés internacional
| Campeonato Europeo en Piscina Corta | Campeonato Europeo en Piscina Corta | Campeonato Europeo en Piscina Corta | Campeonato Europeo en Piscina Corta |
| Año                                 | Lugar                               | Medalla                             | Prueba                              |
| ----------------------------------- | ----------------------------------- | ----------------------------------- | ----------------------------------- |
| 2004                                | Viena (Austria)                     | Medalla de oro                      | 4 × 50 m libre                      |
| 2005                                | Trieste (Italia)                    | Medalla de plata                    | 4 × 50 m libre                      |
| 2006                                | Helsinki (Finlandia)                | Medalla de plata                    | 4 × 50 m libre                      |
| 2007                                | Debrecen (Hungría)                  | Medalla de plata                    | 4 × 50 m libre                      |
| 2009                                | Estambul (Turquía)                  | Medalla de oro                      | 4 × 50 m estilos                    |